# Молодёжь Алтая
«Молодёжь Алта́я» — массовая газета, выпускаемая в Алтайском крае. Издается с 6 апреля 1920 года.

## История
Газета начала выпускаться с 6 апреля 1920 года и первоначально носила название «Молодая жизнь». Весной 1922 года была переименована в «Молодёжь Алтая», а в 1925 году — в «Крестьянскую молодёжь». С 1936 года по 1953 год именовалась как «Сталинская смена». С началом Великой Отечественной войны издание газеты прекратилось, и возобновилось лишь с 19 января 1950 года.
В 1956 г. к изданию вернулось первоначальное название — «Молодёжь Алтая». До августа 1991 года учредителем газеты был краевой комитет ВЛКСМ. До 1986 года газета выходила 4 раза в неделю на 4 страницах. Одной из первых среди молодёжных газет СССР «Молодёжь Алтая» перешла на ежедневный выпуск. Соответственно изменился тип и содержание газеты.
В 1998 году газета вошла в издательский холдинг «Алтапресс». А с 2004 года сменила свой формат, став цветным журналом, в создании которого, главным образом, стали принимать участие студенты факультета журналистики Алтайского государственного университета и школьники старших классов.
Главные редакторы, начиная с 1960-х годов: Ю. Майоров, А. Суханов, В. Павлов, А. Соков, Л. Ныркова, А. Клейн, Г. Глущенко, О. Купчинский, А. Никитин и Е. Бобров.
Журналистами и корреспондентами в разное время работали: М. Юдалевич В. Токмаков, А. Подорожный, И. Пантюхов, С. Тепляков.

## Информация
Основные темы издания — справочно-познавательные и развлекательные статьи.
Максимальный тираж зафиксирован в 1991 году и составил 215 тысяч экземпляров.

## Награды
На всероссийском конкурсе «Лучшая региональная газета-2007» «Молодёжь Алтая» заняла второе место в номинации «Лучшая молодёжная газета».

## Интересные факты
- В одной из сцен фильма В. Шукшина «Живёт такой парень», героиня Беллы Ахмадулиной сыграла корреспондентку газеты «Молодёжь Алтая»[1]. Она приходит в больницу интервьюировать главного героя, совершившего героический поступок и говорит:

— Здравствуйте. Я из краевой молодёжной газеты…